# Третя Алія

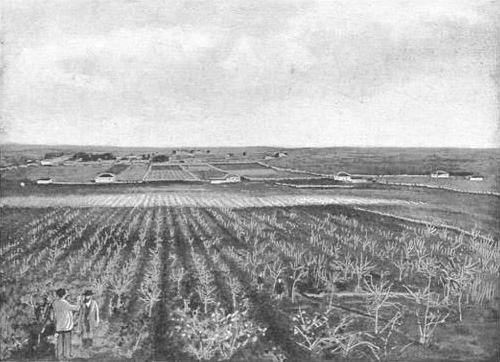
Поля посаджені євреями-прибульцями з Третьої Алії Реховот

Третя алія — переселення євреїв які відбувалися у період 1919—1923 років, за час яких в країні Ізраїлю поселилось близько 40 тисяч євреїв, в основному вихідців із Східної Європи
Під час Першої світової війни єврейські добровольці-сіоністи сформували Єврейський легіон в складі Британської армії Наслідком цього, а також завдяки науковим здобуткам доктора Хаїма Вейцмана, голови Всесвітньої сіоністської організації та видатного хіміка, який розробив життєво необхідний Британії синтетичний каучук, секретар іноземних справ видав Декларацію Бальфура 1917 року, яка декларувала, що Британія «Похвально дивиться на те щоб заснувати в Палестині національний дім єврейського народу». Єврейський легіон брав активну участь у боях і вигнанні турків з Ізраїлю.
У 1922 році Ліга Націй вручила Великій Британії мандат на Палестину, пояснюючи це необхідністю «встановити в країні політичних, адміністративних та економічних умов для безпечного утворення єврейського національного дому».
У 1919—1923, як наслідок Першої світової війни, було встановлення в країні Ізраїлю британського мандата і  проголошення Декларації Бальфура, в країну прибули 40 тисяч євреїв, в основному з Східної Європи. Поселенці цієї хвилі були навчені веденню сільського господарства та могли розвивати вільно економіку. Не дивлячись на квоту імміграції, встановлену британською владою, єврейське населення виросло до кінця цього періоду до 90 тисяч. Болота Ізраїльської долини та долини Хефербіли були осушені і земля була переведена до стану пригідної для ведення сільського господарства. В цей період були заснована федерація профсоюзів Гістадрут та єврейська організація самооборони Хагана
За цей час в Палестині осіло 35 000 євреїв які походили так — 45 % з Росії, 31 % прийшли з Польщі, 5 % із Румунії i 3 % із Литви.

## Історія

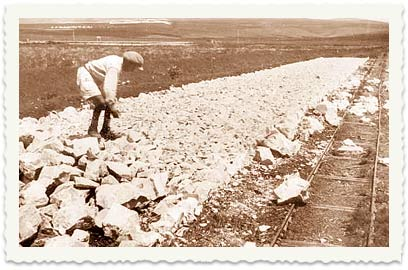
Побудова дороги, Ein Harod

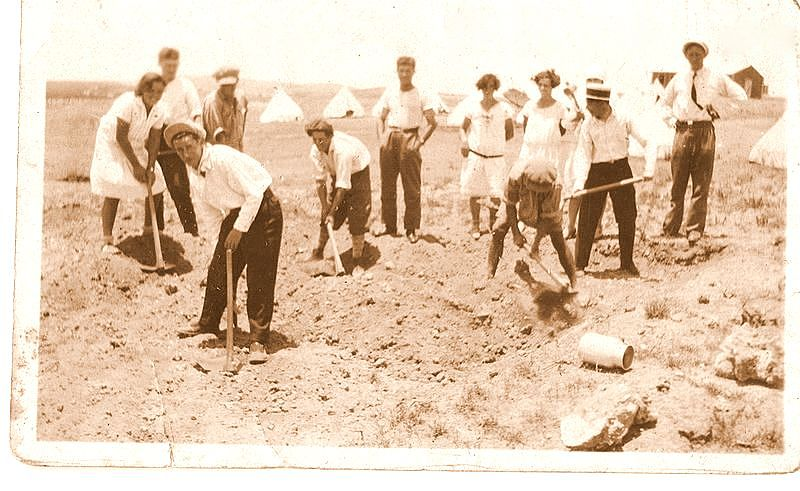
Піонери-першопрохідці Третьої Алії, 1921

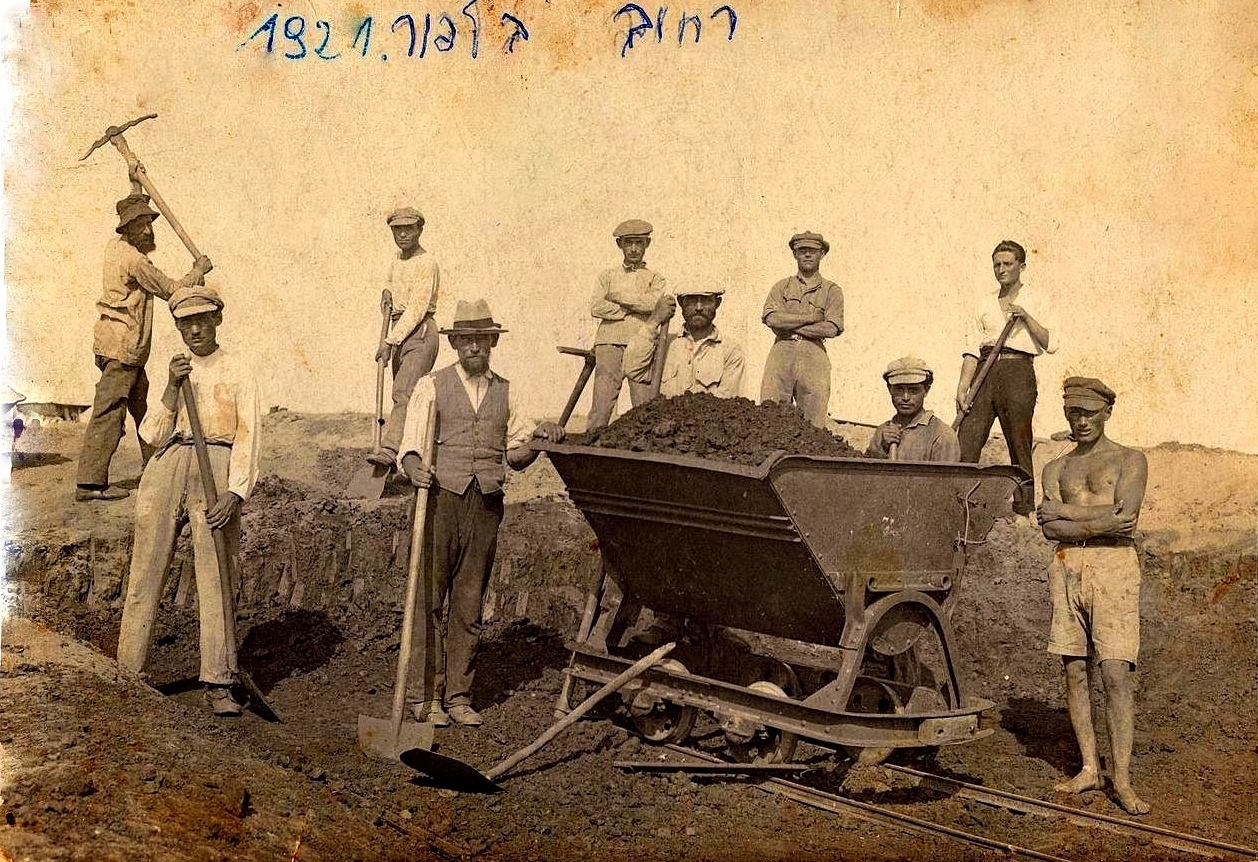
Єврейські піонери-першопрохідці будують Вулицю Бальфура в Тель-Авіві, 1921

Близько 40 000 євреїв прибули до Палестини під час Третьої Алії. Бельветором третьої Алією був корабель СС Руслан, який прибув у порт 19 квітня 1919 року та перевіз понад 600 нових іммігрантів та людей, що повернулися після того, як вони пережили жахи війни в Європі .

Третю Алію також спричинили Жовтнева революція в Росії, антисемітські погроми у Східній Європі, британська окупація Палестини та Декларація Балфура
Більшість новачків були молодими «галутцим» (піонери), які будували дороги та міста та розпочали освоєння боліт у [долині Чезреель] та Хеферській рівнині. Згодом вони стали меншою часткою іммігрантів, проте важливою. Важливість цих піонерів була така ж велика, як і піонерів Друга Алія. Їхня ідеологія багато в чому сприяла будівництву Палестини, і тому вони залишили свій слід на сіонізм, а також на розвиток єврейських поселень в Палестині.
У той час була створена  «Генеральна федерація робітників землі Ізраїлю» Гістадрут.

## Причини переселення
Іммігранти мали високі надії на нове майбутнє у святий Землі, але більше того, вони були змушені до імміграції через події в Європі та зростання націоналістичних екстремістських рухів та ідей різних груп меншин. Кілька чинників спричинили імміграцію:
- Бальфурська декларація 1917 р., В якій було заявлено, що Британський палестинський мандат буде сприяти та заохочувати це місце та нові поселення як «національний дім для єврейського народу».
- Російська революція і Російська громадянська війна] призвели до хвилі погромів. За оцінками, 100 тисяч євреїв загинули, а 500 тисяч залишилися бездомними.
- Порушення прав та негативне ставлення в Європі після Першої світової війни з націоналістичними ідеями серед країн Східної Європи після народження дев'яти нових країн.

- У нових країнах, які утворилися після Першої світової війни, виникли «проблема меншин». Погроми вибухнули між невеликими етнічними групами, з придільно жорстокою поведінкою в поділених країнах, як Польща.
- Економічна криза в Європі
- Введення в дію Закону про екстрену квоту, який обмежує імміграцію в США
- Відносний успіх втілення Другої Алії Ізраїлю та соціалістичних ідеалістичної хвилі.

Офіційним сіоністським інститутом виступали проти третьої імміграційної хвилі. Вони побоювалися, що країна не зможе поглинути таку велику кількість людей. Вони навіть просили, щоб до країни приїжджали лише люди, які мали достатньо економічних ресурсів. Проте жорстка реальність змінила їх очікування: погане економічне становище євреїв Східної Європи, а також заворушення змусили багатьох емігрувати до країн, які відкрили свої ворота — США і країн Західної Європи — і для тих, хто мав новаторський імпульс та ідеологію сіоніста, Палестина була придатною як новий будинок.

## Соціальний стан
Багато нових іммігрантів Третьої Алією були пов'язані з Гехелуц і Гашомер Гацаїр. Іцхак Ламдан і Грінберг Урі-Цві іммігрували до Палестини саме під час Третьої Алії.

## Протидія Британського уряду Третій Алії
В результаті підвищення та активізації арабського руху та тиску британська мандатна адміністрація опублікувала у вересні 1920 р. указ, який встановив квоту єврейської імміграції в країну: 16,5 тис. людей на рік. В червні 1921 р. був встановлений критерій: в'їзд був дозволений володарям капіталів, студентам і деяким категоріям кваліфікованих працівників.
В 1922 р. була опублікована перша Біла книга, яка обмежувала поняття «національного вогнища» тільки західною частиною Ерец-Ісраель (тобто виключала землі за Йорданом) в лекоарувала, що алія буде дозволена тільки щ урахуванням «економічної ємності населення з урахуванням уже існуючого та проживаючого населення».

## Відомі учасники Третьої Алії
- Голда Меїр

- Барух Аґадаті

- Рахель Блувштейн

- Манахем Усишкін

- Йоффе Елієзер Липа

- Саламан Естер